# FIVB World Tour 2017 der Männer
Die FIVB World Tour 2017 der Männer bestand aus 13 Beachvolleyball-Turnieren. Diese waren in Kategorien eingeteilt, die durch Sterne bezeichnet wurden. Drei Major-Turniere gehörten in die Kategorie mit fünf Sternen, zwei Turniere hatten vier Sterne, vier drei Sterne, eins zwei Sterne und drei Turniere waren mit einem Stern am geringsten bewertet. Hinzu kamen die Weltmeisterschaft in Wien und das Saisonfinale in Hamburg. Die anschließenden Turniere in Montpellier, Qinzhou, Aalsmeer und Sydney fanden in der Saison 2017/18 statt.

## Turniere

### Übersicht
Die folgende Tabelle zeigt alle Turniere der FIVB World Tour 2017.
| Austragungsort  | Land                | Kategorie         | Datum                       |
| --------------- | ------------------- | ----------------- | --------------------------- |
| Fort Lauderdale | Vereinigte Staaten  | 5 Sterne          | 7. bis 11. Februar 2017     |
| Kisch           | Iran                | 3 Sterne          | 15. bis 18. Februar 2017    |
| Shepparton      | Australien          | 1 Stern           | 4. bis 5. März 2017         |
| Langkawi        | Malaysia            | 1 Stern           | 15. bis 16. April 2017      |
| Xiamen          | Volksrepublik China | 3 Sterne          | 20. bis 23. April 2017      |
| Rio de Janeiro  | Brasilien           | 4 Sterne          | 18. bis 21. Mai 2017        |
| Moskau          | Russland            | 3 Sterne          | 31. Mai bis 4. Juni 2017    |
| Den Haag        | Niederlande         | 3 Sterne          | 15. bis 18. Juni 2017       |
| Poreč           | Kroatien            | 5 Sterne          | 27. Juni bis 2. Juli 2017   |
| Gstaad          | Schweiz             | 5 Sterne          | 4. bis 9. Juli 2017         |
| Olsztyn         | Polen               | 4 Sterne          | 19. bis 23. Juli 2017       |
| Agadir          | Marokko             | 1 Stern           | 21. bis 23. Juli 2017       |
| Espinho         | Portugal            | 2 Sterne          | 28. bis 30. Juli 2017       |
| Wien            | Österreich          | Weltmeisterschaft | 28. Juli bis 6. August 2017 |
| Hamburg         | Deutschland         | Saisonfinale      | 22. bis 27. August 2017     |

### Fort Lauderdale
Major 5 Sterne, 7. bis 11. Februar 2017
| Platz | Team                              |
| ----- | --------------------------------- |
| 1     | Álvaro Filho / Saymon Barbosa     |
| 2     | Evandro Gonçalves / André Loyola  |
| 3     | Phil Dalhausser / Nicholas Lucena |
| 4     | John Hyden / Ryan Doherty         |
| 5     | Alison Cerutti / Bruno Schmidt    |
| 5     | Paolo Nicolai / Daniele Lupo      |
| 5     | Grzegorz Fijałek / Michał Bryl    |
| 5     | Taylor Crabb / Jacob Gibb         |

### Kisch
3 Sterne, 15. bis 18. Februar 2017
| Platz | Team                                      |
| ----- | ----------------------------------------- |
| 1     | Nikita Ljamin / Wjatscheslaw Krassilnikow |
| 2     | Bartosz Łosiak / Piotr Kantor             |
| 3     | Oleg Stojanowski / Artjom Jarsutkin       |
| 4     | Lorenz Schümann / Julius Thole            |
| 5     | Cole Durant / Zachery Schubert            |
| 5     | Dries Koekelkoren / Tom van Walle         |
| 5     | Markus Böckermann / Lars Flüggen          |
| 5     | Maxim Siwolap / Igor Welitschko           |

### Shepparton
1 Stern, 4. bis 5. März 2017
| Platz | Team                                   |
| ----- | -------------------------------------- |
| 1     | Christopher McHugh / Damien Schumann   |
| 2     | Cole Durant / Zachery Schubert         |
| 3     | Ben O’Dea / Sam O’Dea                  |
| 4     | Adam Roberts / Martin Lorenz           |
| 5     | Felix Friedl / Lucas Skrabal           |
| 5     | Katsuhiro Shiratori / Takumi Takahashi |
| 5     | Rene Kapa / Morgan Seymour             |
| 5     | Michael Watson / Thomas Hartles        |

### Langkawi
1 Stern, 15. bis 16. April 2017
| Platz | Team                                |
| ----- | ----------------------------------- |
| 1     | Nivaldo Díaz / Sergio González      |
| 2     | Peter Eglseer / Florian Schnetzer   |
| 3     | Kusti Nõlvak / Mart Tiisaar         |
| 4     | Djordje Klasnić / Lazar Kolarić     |
| 5     | Martin Ermacora / Moritz Pristauz   |
| 5     | Christian García / Raúl Mesa        |
| 5     | Bennet Poniewaz / David Poniewaz    |
| 5     | Mohd Abd Razak / Rafi Asruki Nordin |

### Xiamen
3 Sterne, 20. bis 23. April 2017
| Platz | Team                                |
| ----- | ----------------------------------- |
| 1     | Alexander Brouwer / Robert Meeuwsen |
| 2     | Paolo Nicolai / Daniele Lupo        |
| 3     | Maciej Rudol / Jakub Szałankiewicz  |
| 4     | Armin Dollinger / Jonathan Erdmann  |
| 5     | Thomas Kunert / Christoph Dressler  |
| 5     | Nivaldo Díaz / Sergio González      |
| 5     | Ryan Doherty / Avery Drost          |
| 5     | Sean Rosenthal / Trevor Crabb       |

### Rio de Janeiro
4 Sterne, 18. bis 21. Mai 2017
| Platz | Team                                |
| ----- | ----------------------------------- |
| 1     | Alison Cerutti / Bruno Schmidt      |
| 2     | Bartosz Łosiak / Piotr Kantor       |
| 3     | Paolo Nicolai / Daniele Lupo        |
| 4     | Theodore Brunner / Casey Patterson  |
| 5     | Álvaro Filho / Saymon Barbosa       |
| 5     | Alexander Brouwer / Robert Meeuwsen |
| 5     | Taylor Crabb / Jacob Gibb           |
| 5     | John Hyden / Ryan Doherty           |

### Moskau
3 Sterne, 31. Mai bis 4. Juni 2017
| Platz | Team                                      |
| ----- | ----------------------------------------- |
| 1     | Phil Dalhausser / Nicholas Lucena         |
| 2     | Nikita Ljamin / Wjatscheslaw Krassilnikow |
| 3     | Oleg Stojanowski / Artjom Jarsutkin       |
| 4     | Jānis Šmēdiņš / Aleksandrs Samoilovs      |
| 5     | Alison Cerutti / Bruno Schmidt            |
| 5     | Pablo Herrera / Adrián Gavira             |
| 5     | Grzegorz Fijałek / Michał Bryl            |
| 5     | Maciej Rudol / Jakub Szałankiewicz        |

### Den Haag
3 Sterne, 15. bis 18. Juni 2017
| Platz | Team                                      |
| ----- | ----------------------------------------- |
| 1     | Nikita Ljamin / Wjatscheslaw Krassilnikow |
| 2     | Pablo Herrera / Adrián Gavira             |
| 3     | Paolo Nicolai / Daniele Lupo              |
| 4     | Nico Beeler / Marco Krattiger             |
| 5     | Clemens Doppler / Alexander Horst         |
| 5     | Guto Carvalhaes / Pedro Solberg           |
| 5     | Sam Pedlow / Sam Schachter                |
| 5     | Alexander Brouwer / Robert Meeuwsen       |

### Poreč
Major 5 Sterne, 27. Juni bis 2. Juli 2017
| Platz | Team                                |
| ----- | ----------------------------------- |
| 1     | Guto Carvalhaes / Pedro Solberg     |
| 2     | Paolo Nicolai / Daniele Lupo        |
| 3     | Alison Cerutti / Bruno Schmidt      |
| 4     | Oleg Stojanowski / Artjom Jarsutkin |
| 5     | Clemens Doppler / Alexander Horst   |
| 5     | Maciej Rudol / Jakub Szałankiewicz  |
| 5     | Theodore Brunner / Casey Patterson  |
| 5     | Taylor Crabb / Jacob Gibb           |

### Gstaad
Major 5 Sterne, 4. bis 9. Juli 2017
| Platz | Team                                      |
| ----- | ----------------------------------------- |
| 1     | Phil Dalhausser / Nicholas Lucena         |
| 2     | Bartosz Łosiak / Piotr Kantor             |
| 3     | Álvaro Filho / Saymon Barbosa             |
| 4     | Evandro Gonçalves / André Loyola          |
| 5     | Sam Pedlow / Sam Schachter                |
| 5     | Grzegorz Fijałek / Michał Bryl            |
| 5     | Nikita Ljamin / Wjatscheslaw Krassilnikow |
| 5     | John Hyden / Ryan Doherty                 |

### Olsztyn
4 Sterne, 19. bis 23. Juli 2017
| Platz | Team                                |
| ----- | ----------------------------------- |
| 1     | Markus Böckermann / Lars Flüggen    |
| 2     | John Hyden / Ryan Doherty           |
| 3     | Juan Virgen / Lombardo Ontiveros    |
| 4     | Mārtiņš Pļaviņš / Haralds Regža     |
| 5     | Dries Koekelkoren / Tom van Walle   |
| 5     | Kacper Kujawiak / Mariusz Prudel    |
| 5     | Oleg Stojanowski / Artjom Jarsutkin |
| 5     | Phil Dalhausser / Nicholas Lucena   |

### Agadir
1 Stern, 21. bis 23. Juli 2017
| Platz | Team                               |
| ----- | ---------------------------------- |
| 1     | Youssef Krou / Quincy Ayé          |
| 2     | Júlio Nascimento / Ahmed Tijan     |
| 3     | Rahman Raoufi / Bahman Salemi      |
| 4     | Mohamed Abicha / Zouheir Elgraoui  |
| 5     | Christian García / Raúl Mesa       |
| 5     | Pekka Piippo / Jyrki Nurminen      |
| 5     | Mirco Gerson / Michiel Zandbergen  |
| 5     | Adrian Heidrich / Gabriel Kissling |

### Espinho
2 Sterne, 28. bis 30. Juli 2017
| Platz | Team                                       |
| ----- | ------------------------------------------ |
| 1     | George Wanderley / Vitor Felipe            |
| 2     | Júlio Nascimento / Ahmed Tijan             |
| 3     | Anders Mol / Mathias Berntsen              |
| 4     | Christian Sørum / Svein Solhaug            |
| 5     | Ondřej Perušič / David Schweiner           |
| 5     | Aliaksandr Dziadkou / Aliaksandr Kawalenka |
| 5     | Pekka Piippo / Jyrki Nurminen              |
| 5     | Lorenz Schümann / Julius Thole             |

### Wien
Weltmeisterschaft, 28. Juli bis 6. August 2017
| Platz | Team                                         |
| ----- | -------------------------------------------- |
| 1     | Evandro Gonçalves / André Loyola             |
| 2     | Clemens Doppler / Alexander Horst            |
| 3     | Nikita Ljamin / Wjatscheslaw Krassilnikow    |
| 4     | Maarten van Garderen / Christiaan Varenhorst |
| 5     | Chaim Schalk / Ben Saxton                    |
| 5     | Pablo Herrera / Adrián Gavira                |
| 5     | Bartosz Łosiak / Piotr Kantor                |
| 5     | Phil Dalhausser / Nicholas Lucena            |

### Hamburg
Saisonfinale, 22. bis 27. August 2017
| Platz | Team                                      |
| ----- | ----------------------------------------- |
| 1     | Phil Dalhausser / Nicholas Lucena         |
| 2     | Evandro Gonçalves / André Loyola          |
| 3     | Paolo Nicolai / Daniele Lupo              |
| 4     | Bartosz Łosiak / Piotr Kantor             |
| 5     | Clemens Doppler / Alexander Horst         |
| 5     | Chaim Schalk / Ben Saxton                 |
| 5     | Pablo Herrera / Adrián Gavira             |
| 5     | Markus Böckermann / Lorenz Schümann       |
| 9     | Álvaro Filho / Saymon Barbosa             |
| 9     | Armin Dollinger / Jonathan Erdmann        |
| 9     | Nikita Ljamin / Wjatscheslaw Krassilnikow |
| 9     | Theodore Brunner / Casey Patterson        |

## Auszeichnungen des Jahres 2017
| FIVB Tour Champion                                     | Evandro Gonçalves Oliveira Júnior / André Loyola Stein |
| Mannschaft des Jahres (Team of the Year)               | Evandro Gonçalves Oliveira Júnior / André Loyola Stein |
| Herausragendster Spieler (Most Outstanding Player)     | Phil Dalhausser                                        |
| Bester Zuspieler (Best Setter)                         | Bartosz Łosiak                                         |
| Bester Angreifer (Best Hitter)                         | Alexander Brouwer                                      |
| Bester Aufschläger (Best Server)                       | Evandro Gonçalves Oliveira Júnior                      |
| Bester Neuling (Best Rookie)                           | Anders Mol                                             |
| Bester Blocker (Best Blocker)                          | Phil Dalhausser                                        |
| Bester offensiver Spieler (Best Offensive Player)      | Phil Dalhausser                                        |
| Bester defensiver Spieler (Best Defensive Player)      | Wjatscheslaw Borissowitsch Krassilnikow                |
| Am meisten verbesserter Spieler (Most Improved Player) | Sam Pedlow                                             |
| Inspirierendster Spieler (Most Inspirational Player)   | John Hyden                                             |
| Sportler des Jahres (Sportsman of the Year)            | Álvaro Morais Filho                                    |